# Scopula satsumaria
Scopula satsumaria là một loài bướm đêm trong họ Geometridae.